# Boswet
De Boswet was een wet in Nederland die op 20 juli 1961 door het Ministerie van Landbouw en Visserij (later Ministerie van LNV, weer later Ministerie van Economische Zaken) werd ingesteld om bossen in Nederland te beschermen. Het doel van de wet was om te voorkomen dat het bestaande bosareaal verder af zou nemen in oppervlakte. De wet is op 1 januari 2017 vervallen en opgegaan in de Wet natuurbescherming.
De wet houdt in dat wanneer iemand het bos op zijn perceel wil kappen, hij hier ten minste een maand voor de kap schriftelijk melding van moet doen. Binnen drie jaar nadat het bos daadwerkelijk is gekapt moet het worden herplant. Hier ziet de provincie op toe. In plaats van herplanting op hetzelfde perceel, mag dit ook ergens anders. Dit wordt 'compensatie' genoemd. In de meeste provincies wordt overcompensatie voorgeschreven.
Met 'bosareaal' worden die bossen bedoeld die uit 10 are of meer bestaan, maar ook rijbeplantingen van ten minste twintig bomen. In sommige gevallen kan er sprake zijn van een uitzondering, zoals bij het telen van sparren als kerstbomen alsmede de soorten paardenkastanje, Italiaanse populier, linde en treurwilg. Wanneer er een dunning plaatsvindt als beheersmaatregel van de overblijvende houtopstand, valt dit niet onder de Boswet.